# روبرت تايلر ديفيس
روبرت تايلر ديفيس (بالإنجليزية: Robert Tyler Davis)‏ هو مؤرخ الفن أمريكي، ولد في 1904، وتوفي في 1978.